# Phacodes obscurus
Phacodes obscurus är en skalbaggsart som först beskrevs av Fabricius 1787.  Phacodes obscurus ingår i släktet Phacodes och familjen långhorningar. Inga underarter finns listade i Catalogue of Life.